# Natascha Michéew-Kullberg
Natascha Alexandrovna Michéew-Kullberg, född 19 april 1925 i Göteborg, död 13 mars 2012 i Tällberg, var en svensk skulptör, målare, grafiker och tecknare.
Hon var dotter till musikern Alexander Michéew och konstnären Eléna Michéew och under en period gift med direktören Fred Kullberg-Mayer. Hon studerade först bildkonst för sin mor innan hon studerade skulptur för Carl Eldh och Wäinö Aaltonen. Tillsammans med sin mor debuterade hon i en utställning med små djurskulpturer och porträttskisser på Brunkebergs i Stockholm 1941. Separat debuterade hon med en utställning i Katrineholm 1953. Bland hennes offentliga arbeten märks en större relief för Svenska handelsbanken i Lund. Hennes konst består av mindre skulpturer och teckningar eller litografier.